# The Tantalizing Fly
The Tantalizing Fly fue el primer corto de Out of the Inkwell, estrenado en 1919 producido por Max Fleischer y estrenado por Bray Studios.

## Gráfico
Out of the Inkwell fue una importante serie animada de la era del cine mudo producida por Max Fleischer de 1918 a 1929. La serie fue el resultado de tres cortometrajes experimentales que Max Fleischer produjo de forma independiente en el período 1914-1916 para demostrar su invención. el rotoscopio, que era un dispositivo que constaba de un proyector de películas y un caballete que se utilizaba como ayuda para lograr un movimiento realista para los dibujos animados. 
- Datos: Q30748998